# Council on Tall Buildings and Urban Habitat
El Council on Tall Buildings and Urban Habitat (CTBUH) (en español: Consejo de Edificios Altos y Hábitat Urbano) es una organización internacional en el campo de los edificios altos y el diseño urbano. Es una organización sin ánimo de lucro con sede en el Instituto de Tecnología de Illinois de Chicago, Illinois, Estados Unidos, que anuncia el título de 'Edificio más Alto del Mundo' y es una autoridad en las alturas oficiales de los edificios. Su misión es estudiar e informar sobre "todos los aspectos de la planificación, diseño y construcción de edificios altos." El Consejo se fundó en la Universidad de Lehigh en 1969, donde se mantuvieron sus oficinas hasta octubre de 2003, cuando se trasladó al Instituto de Tecnología de Illinois en Chicago.

## Clasificación de edificios altos
El CTBUH ordena la altura de los edificios usando tres criterios diferentes:
1. Altura a la cima arquitectónica del edificio. Este es el principal criterio por el que ordena las alturas de los edificios. Las alturas se miden desde la entrada peatonal al aire libre más baja hasta la cima del edificio, incluyendo las agujas pero excluyendo elementos como mástiles de banderas o antenas.
2. Altura a la planta ocupada más alta. Altura de la planta baja o nivel de suelo a la planta más alta ocupada por residentes, trabajadores u otros usuarios de forma habitual (por tanto, aquellas plantas técnicas que solo se acceden para realizar mantenimientos periódicos no son tenidas en cuenta).
3. Altura a la cima de la antena. Altura a la cima de la aguja, pináculo, antena o mástil.

La categoría que medía la altura de azotea fue retirada de los criterios de clasificación en noviembre de 2009. Esto se debe a que los rascacielos de techo plano no son tan comunes en la actualidad como los rascacielos con intrincadas agujas y parapetos en sus azoteas, haciendo más difícil definir la altura de azotea en un edificio.

### Base de datos
El CTBUH mantiene una extensa base de datos de los edificios más altos del mundo denominada SkyscraperCenter, organizada por varias categorías. También incluye edificios en construcción, aunque no se clasifican hasta su finalización. El CTBUH también realiza una lista anual de los diez edificios más altos completados en dicho año.

## Eventos
El CTBUH también organiza conferencias anuales y un Congreso Mundial cada tres a cinco años. El Congreso Mundial más reciente tuvo lugar en Shanghái entre el 19 y el 21 de septiembre de 2012 y asistieron delegados de 43 países.
El CTBUH también concede anualmente los CTBUH Skyscraper Award, con cuatro premios regionales a América, Europa, África y Oriente Medio, y Asia y Australia. A uno de estos cuatro premios regionales se le da el "Premio al Mejor Edificio Alto Mundial." También hay dos premios a la trayectoria personal. Desde 2010, estos premios se presentan en un simposio y cena celebrados en el campus del Instituto de Tecnología de Illinois. En 2012 el CTBUH añadió dos nuevos premios a la Innovación y Rendimiento.

## Publicaciones
Además del boletín mensual y el archivo de noticias mundiales, actualizado diariamente, el CTBUH publica trimestralmente el "CTBUH Journal".  El "Journal" incluye documentos técnicos revisados por expertos, estudios de casos en profundidad, críticas de libros, entrevistas con personas importantes en la industria de los edificios altos, y mucho más.
El CTBUH también publica guías, manuales de referencia y monografías relacionadas con los rascacielos. En 2006 publicó el libro 101 de los Edificios más Altos del Mundo en colaboración con el autor y miembro del CTBUH Georges Binder, una relación de 101 de los rascacielos más altos del mundo. Incluye imágenes, planos, detalles sobre arquitectos, ingenieros y accionistas, y datos técnicos exhaustivos de cada edificio. Desde 2008 ha publicado el libro Mejores Edificios Altos para acompañar a los premios de cada año.

## Premios
El CTBUH otorga varios premios cada año.
Mejor Edificio Alto Mundial
- 2007: Beetham Tower, Manchester, Reino Unido[21]
- 2008: Shanghai World Financial Center, Shanghái, China
- 2009: Linked Hybrid, Pekín, China
- 2010: Broadcasting Place, Leeds, Reino Unido.
- 2010: Premio al icono global: Burj Khalifa, Dubái, Emiratos Árabes Unidos es el primer receptor de este premio, anunciado el 25 de octubre de 2010.[22]
- 2011: KfW Westarkade, Frankfurt, Alemania.
- 2012: Doha Tower, Doha, Catar.
- 2013: Sede de la CCTV, Pekín, China.
- 2014: One Central Park, Sídney, Australia.[23]
- 2015: Bosco Verticale, Milán, Italia.
- 2016: Shanghai Tower, Shanghái, China[24]

## Investigación
El CTBUH trabaja con instituciones de educación superior de todo el mundo en proyectos de investigación relacionados con el diseño de rascacielos.